# Argentan
Argentan je naselje in občina v severozahodni francoski regiji Spodnji Normandiji, podprefektura departmaja Orne. Leta 2008 je naselje imelo 14.439 prebivalcev.

## Geografija
Kraj leži v Normandiji ob izlivu rečic Baize in Ure v reko Orne, 45 km severno od Alençona.

## Administracija
Argentan je sedež dveh kantonov:
- Kanton Argentan-Vzhod (del občine Argentan, občine Aunou-le-Faucon, Juvigny-sur-Orne, Sai, Sévigny, Urou-et-Crennes),
- Kanton Argentan-Zahod (del občine Argentan, občine Commeaux, Fontenai-sur-Orne, Moulins-sur-Orne, Occagnes, Sarceaux).

Naselje je prav tako sedež okrožja, v katerega so poleg njegovih dveh vključeni še kantoni Athis-de-l'Orne, Briouze, Écouché, Exmes, Flers-Jug/Sever, Gacé, La Ferté-Frênel, Merlerault, Messei, Mortrée, Putanges-Pont-Écrepin, Tinchebray, Trun in Vimoutiers s 118.392 prebivalci.

## Zgodovina
Argentan je staro rimsko mesto, pred tem središče galskega plemena Arvieri, imenovano Vagoritum.
Ob normanski invaziji je postal del Normandije, dotedanje Nevstrije. Skozi celotni srednji vek je bil Argentan eno od njenih pomembnejših središč v boju med Anglijo in Francijo; kot tak je doživljal tako vzpone kot tudi padce, pri čemer je bil tudi večkrat požgan.
V času Ludvika XIV. se je Argentan pridružil Alençonu kot središče čipkarske industrije. S francosko revolucijo je mesto začelo izgubljati na pomenu.
Med prvo svetovno vojno je utrpel številne izgube. Mnogo mladih ljudi Argentana, vpoklicanih v francosko vojsko, je umrlo priVerdunu leta 1916 kot del 104. pehotnega polka.
V času druge svetovne vojne je bil kraj skoraj popolnoma uničen med zavezniškim bombardiranjem Normandije. Argentan je bil osvobojen 20. avgusta 1944 po osemdnevnih hudih spopadih med ameriško tretjo armado pod poveljstvom generala Pattona in nemško 2. SS tankovsko divizijo.

## Znamenitosti
- obrambni stolp - Donjon d'Argentan, ostanek nekdanjega obzidja, ki je obkrožalo mesto,
- Le château des Ducs iz 14. stoletja, sedanja sodniška palača,

## Pobratena mesta
- Abingdon (Anglija, Združeno kraljestvo),
- Baja (Madžarska),
- Rotenburg an der Fulda (Nemčija).